# VFTS 102
VFTS 102는 우리 은하의 위성 은하인 대마젤란운 내 타란툴라성운에 있는 항성이다.
이 항성의 특이한 점은 초당 약 600 킬로미터(시속 200만 킬로미터)에 이르는 빠른 자전 속도이다. 이 값은 지금까지 발견된 무거운 항성 중 가장 빠르다. 여기에서 생긴 원심력으로 항성은 적도가 부풀어 오르며, 항성에서 튀어나간 물질은 적도면에 항성과 느슨하게 묶인 물질의 띠 구조를 만든다. 이는 분광 관측으로 얻은 결과로 분광형 Oe로 표기한다.(e는 적도 가스원반 때문에 생기는 방출선 표시이다.)
이 항성은 칠레 초거대 망원경을 이용한 VLT-플레임스 타란툴라 서베이 공동작업으로 관측했다. 공동작업 멤버인 이탈리아 천체물리학자 마테오 칸티엘로는 2007년 VFTS 102와 매우 비슷한 물리적 성질을 지니는 고질량 항성이 존재하리라 예측했다. 그는 자신의 이론모형에서 항성의 극도로 빠른 자전 속도는 짝별로부터 온 물질 때문이라고 설명했다. 이 '우주의 춤' 이후 물질을 내준 항성은 초신성 폭발로 생을 마감한다. 반대로 질량을 공급받은 짝별은 폭발로 반동을 얻어 성단의 형제 별들로부터 빠르게 멀어진다. 이런 별을 폭주성이라고 부른다. VFTS 102는 아주 빠르게 도는 폭주성에다가 펄사+초신성 잔해가 주변에 있기에 이 모형에 아주 잘 들어맞는다. 반면에 R136과 같은 성단 중심부로부터 동역학적 방출 과정을 거쳐 지금 모습이 되었다는 시나리오도 있다.

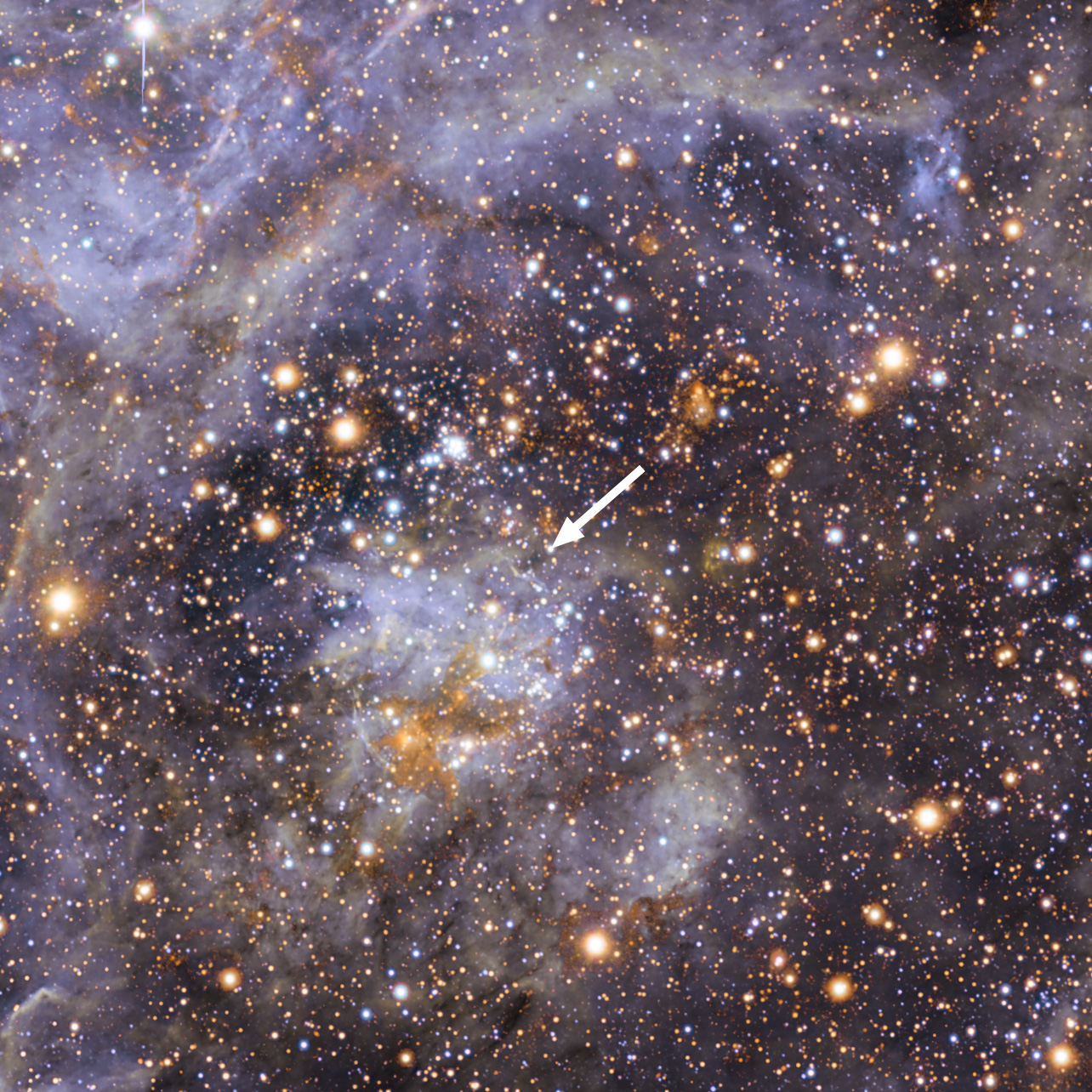
타란툴라성운에서 VFTS 102의 위치(화살표).